# Elección parcial de West Wicklow de 1910
La elección parcial de West Wicklow de 1910 tuvo lugar el 29 de marzo de 1910. La elección se ocasionó debido a la repentina muerte del parlamentario irlandés James O'Connor. Ganó por su parte el candidato Edward Peter O'Kelly para representar al Partido Parlamentario Irlandés